# Pyhra
Pyhra è un comune austriaco di 3 497 abitanti nel distretto di Sankt Pölten-Land, in Bassa Austria; ha lo status di comune mercato (Marktgemeinde).